# 顧自植
顧自植（？—1612年），字公立，號含素，直隸吳江人，明朝政治人物。

## 生平
萬曆十六年（1588年）戊子科應天鄉試第三名舉人。萬曆二十年（1592年），登壬辰科第三甲第一百七十五名進士。兵部觀政，二十一年授河南封丘县知县，二十三年調祥符县，二十六年補任江西鄱阳县，三十二年擢刑部提牢主事，三十四年調礼部主事，三十五年升员外郎，三十六年升郎中，三十七年十一月升江西湖西道副使，四十年卒。

## 家族
曾祖顧綢，光禄寺监事；祖父顧文言，訓導；父顧曾志，监生。子顾家爌，字仲明，明末为头陀。